# Jean-François Guilhau de Létanche
Jean-François Guilhau de Létanche est un homme politique français né le 13 avril 1760 à Saint-Laurent (Charente) et décédé le 10 mars 1845 à Poitiers (Vienne).
Avocat à Poitiers, il est député de la Vienne de 1791 à 1792. Il est ensuite conseiller municipal de Poitiers et conseiller d'arrondissement. En 1800, il est nommé juge au tribunal civil de Châtellerault.

## Sources
- « Jean-François Guilhau de Létanche », dans Adolphe Robert et Gaston Cougny, Dictionnaire des parlementaires français, Edgar Bourloton, 1889-1891 [détail de l’édition]